# Henry d'Arles

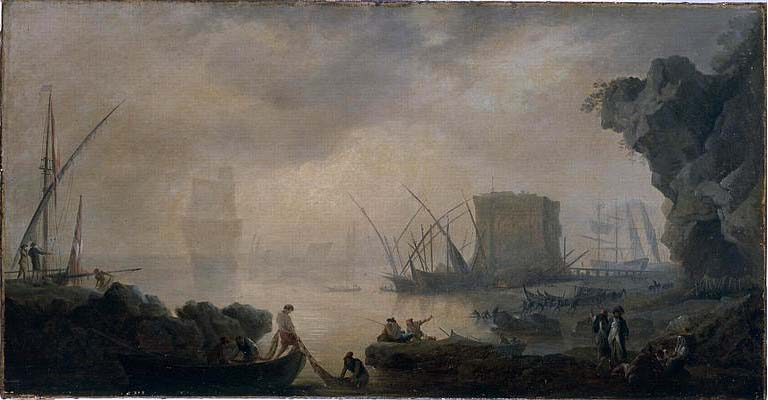
Marina con effetto di nebbia

Henry d'Arles (Arles, 14 settembre 1734 – Marsiglia, 14 settembre 1784) è stato un pittore francese.

## Biografia
Jean Henry, detto Henry d'Arles dal nome della sua città natale, nacque in una famiglia di modesta estrazione. Suo padre, infatti, era un impiegato dell'"Ufficio per le Fattorie" di Arles. Jean Henry manifestò già da bambino una evidente passione per il disegno. Per assecondare questo suo precoce talento i genitori lo presentarono al pittore Jean-Joseph Kapeller, giunto in città per decorare la sala del Palazzo delle Fattorie. Kapeller intravide nel ragazzo un'autentica vocazione e lo condusse a Marsiglia come suo allievo presso l'"Accademia di pittura" che egli stesso aveva istituito nel 1732. Henry ne uscì diplomato nel 1753, avendo vinto il primo concorso organizzato dall'Accademia medesima.
Nello stesso periodo, il noto pittore Claude Joseph Vernet era venuto a Marsiglia per dipingerne il caratteristico porto e chiese a Kapeller di affiancargli uno dei suoi allievi per assisterlo nel lavoro. Kapeller gli inviò Jean Henry e fu così che quest'ultimo venne fortemente influenzato dal celebre artista, sino al punto da essere soprannominato maliziosamente "la scimmia di Vernet". Henry frequentò quindi il porto di Marsiglia, le banchine, i cantieri navali e non esitò a imbarcarsi durante un giorno di tempesta al fine di assistere ai grandi fenomeni della natura e di viverne in prima persona le emozioni.
Jean-Baptiste Rey, ricco collezionista e benefattore di Marsiglia, conobbe e apprezzò il lavoro di Henry. Decise così di favorirlo donandogli una somma perché potesse recarsi a Roma per due anni e lì perfezionarsi nella pittura. Henry tornò dall'Italia assai maturato nella cultura e nella tecnica. In Italia si era anche cambiato nome, facendosi chiamare "Henry d'Arles". 
Nel 1755 Henry ottenne il riconoscimento di pittore professionista dall'Académie de peinture e un anno dopo ne venne a far parte grazie al suo quadro Une Tempête (oggi al Museo di belle arti di Marsiglia). Nello stesso anno (1776) fu nominato professore presso l'Accademia.
Decorò alcuni palazzi privati, primariamente il palazzo del suo benefattore Rey e quello di Guillaume de Paul, luogotenente generale del siniscalcato di Marsiglia che già possedeva diversi quadri di Henry.
La produzione di Henry d'Arles è quasi interamente dedicata alle "marine", per le quali è principalmente noto, ma egli è ricordato anche per una serie non trascurabile di opere a soggetto mitologico, molto in voga a quei tempi.
Affetto da calcolosi renale, fu operato, ma insorsero delle complicazioni che ne provocarono la morte proprio il giorno del suo cinquantesimo compleanno..

## Opere nelle collezioni pubbliche
Elenco parziale.
- Carcassonne, Museo di belle arti:
  - Magasin de blé au bord du Tibre[5] (Negozio di grano sul bordo del Tevere);
  - Intérieur d'une grande cave[6] (Interno di una grande cantina).
- Grenoble, Musée de Grenoble: 
  - Marine, effet de brouillard[7] (Marina, effetto di nebbia).
- Marsiglia, Museo di belle arti di Marsiglia:
  - Sujet mythologique[8] (Soggetto mitologico);
  - Sujet mythologique[9] (Soggetto mitologico);
  - Une Tempête[10] (Una tempesta).
- Montauban, Museo Ingres: 
  - Marine[11] (Marina).
- Tolone, Museo d'arte di Tolone:
  - Marine pittoresque, olio su tela, 73x98 cm[12] (Marina pittoresca);
  - Entrée de port, olio su tela, 37x63 cm[12] (L'ingresso del porto).

## Galleria d'immagini

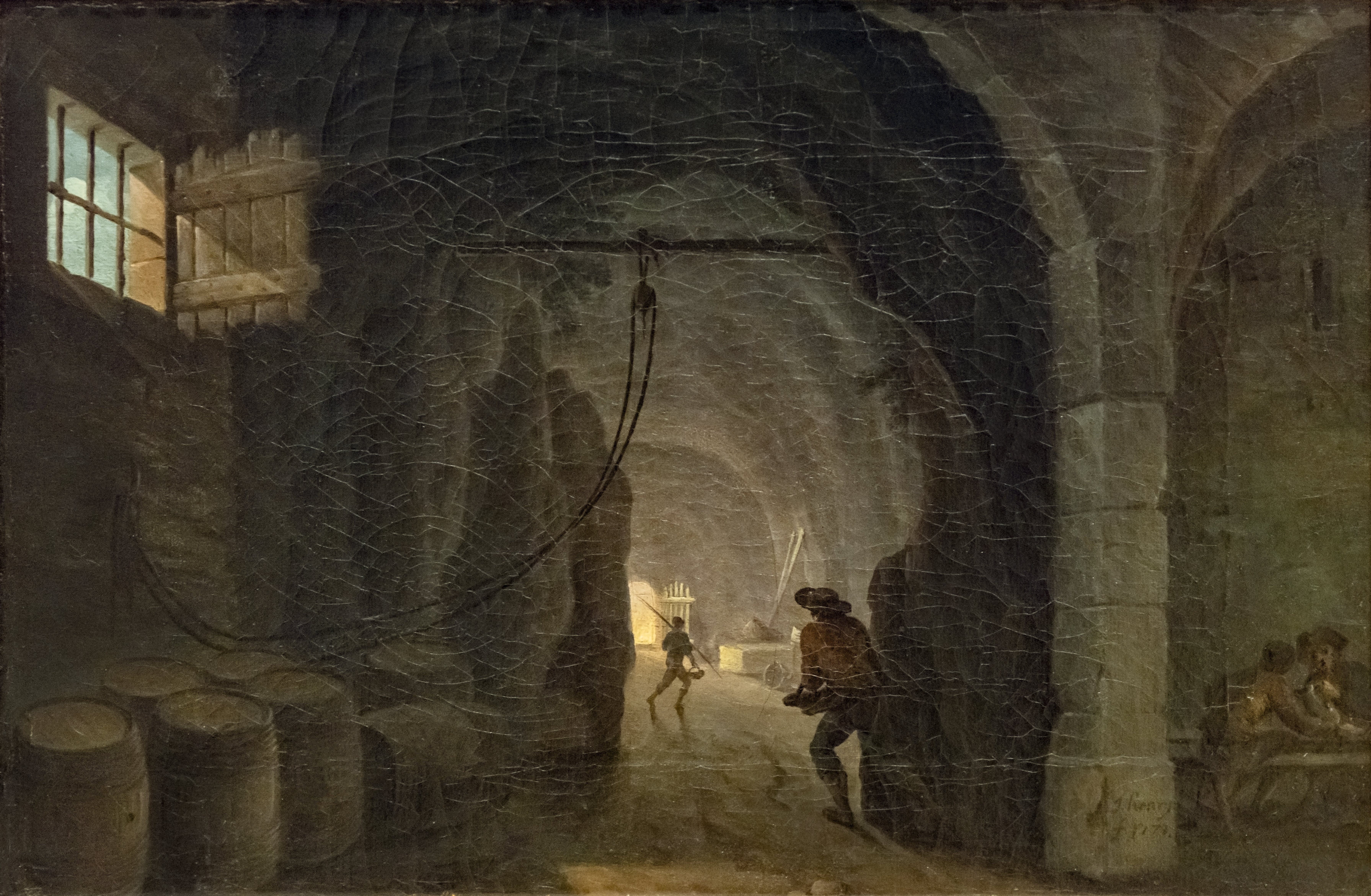
Interno di una cantina
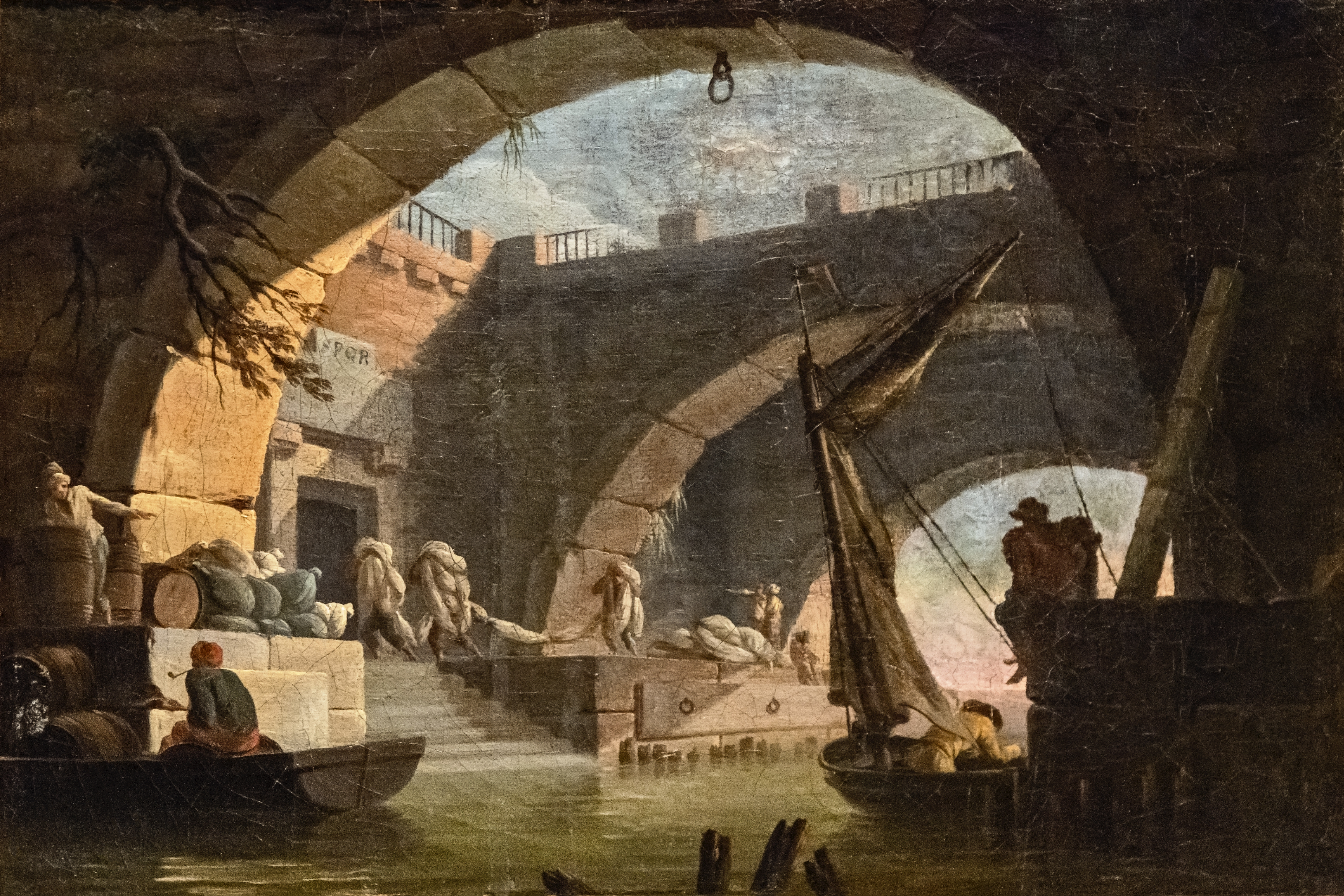
Negozio di grano sul bordo del Tevere
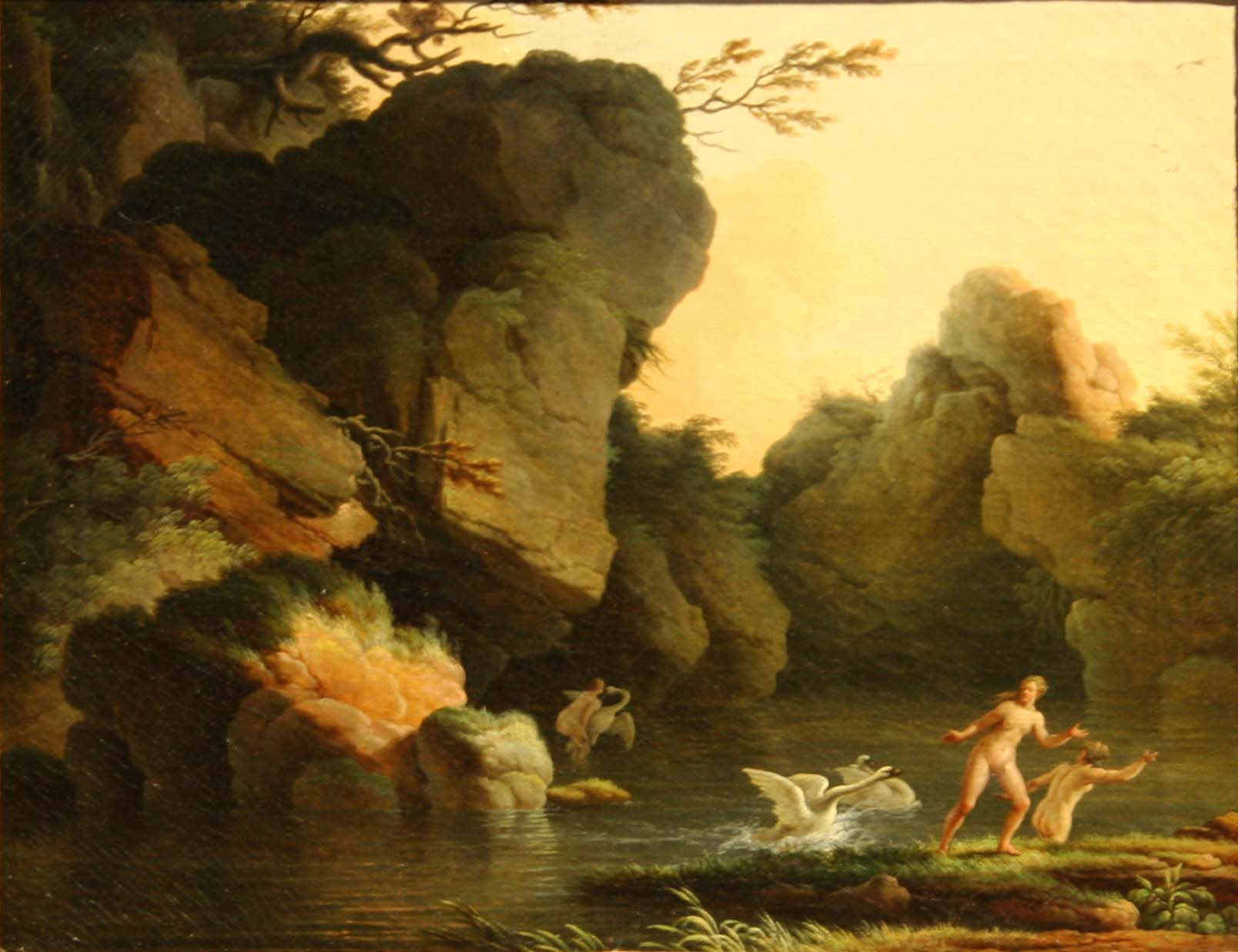
Leda e il cigno
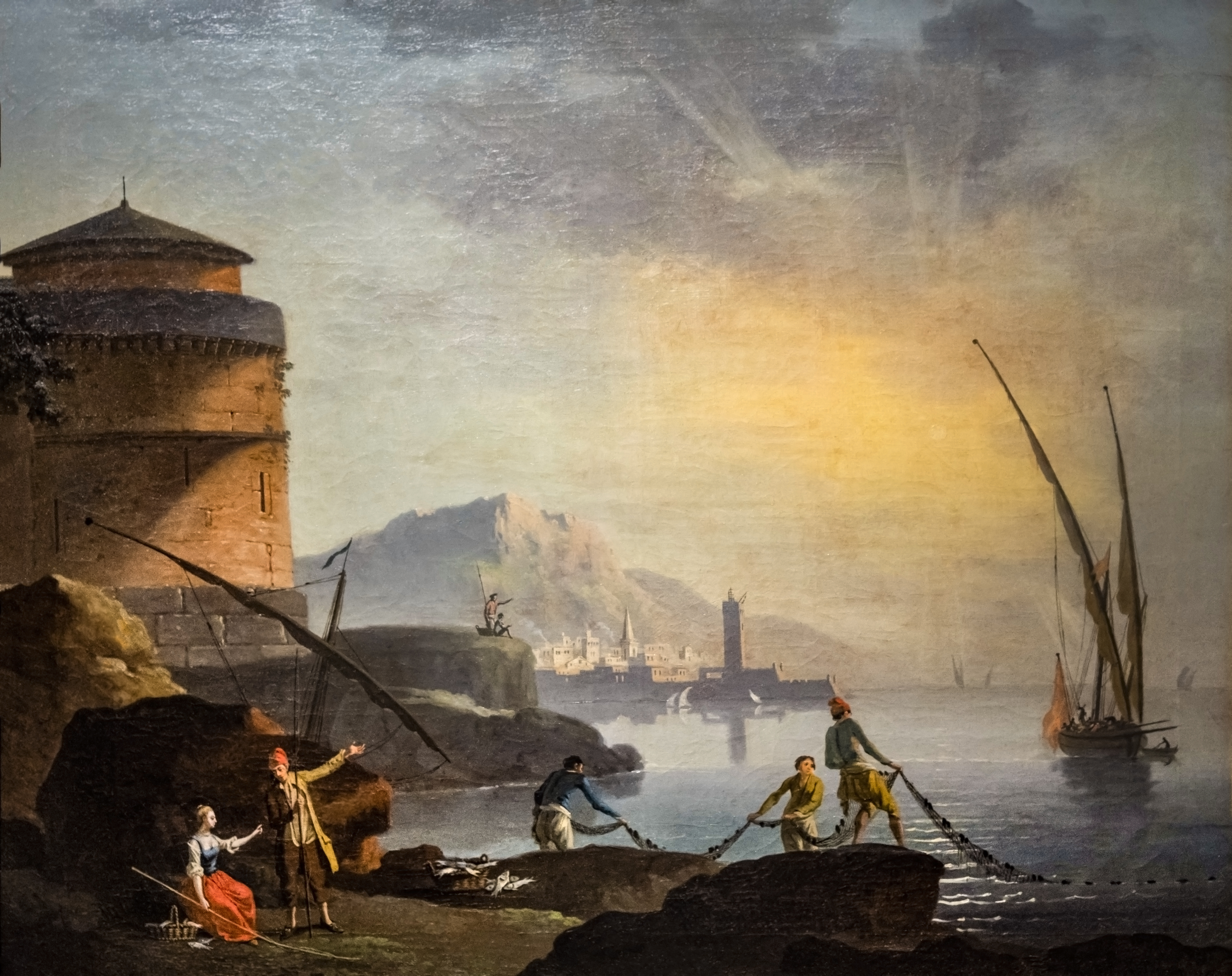
Marina
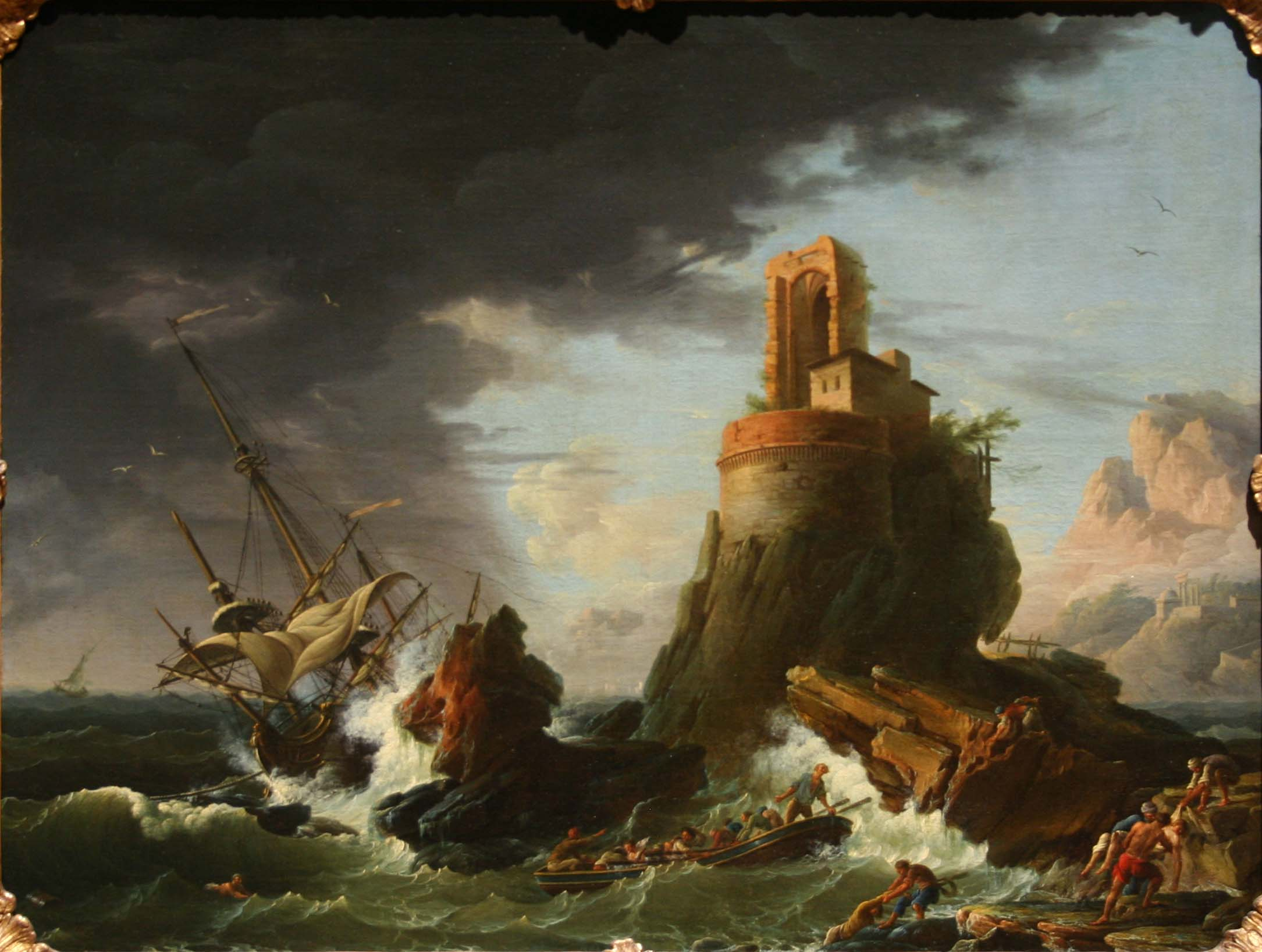
La tempesta
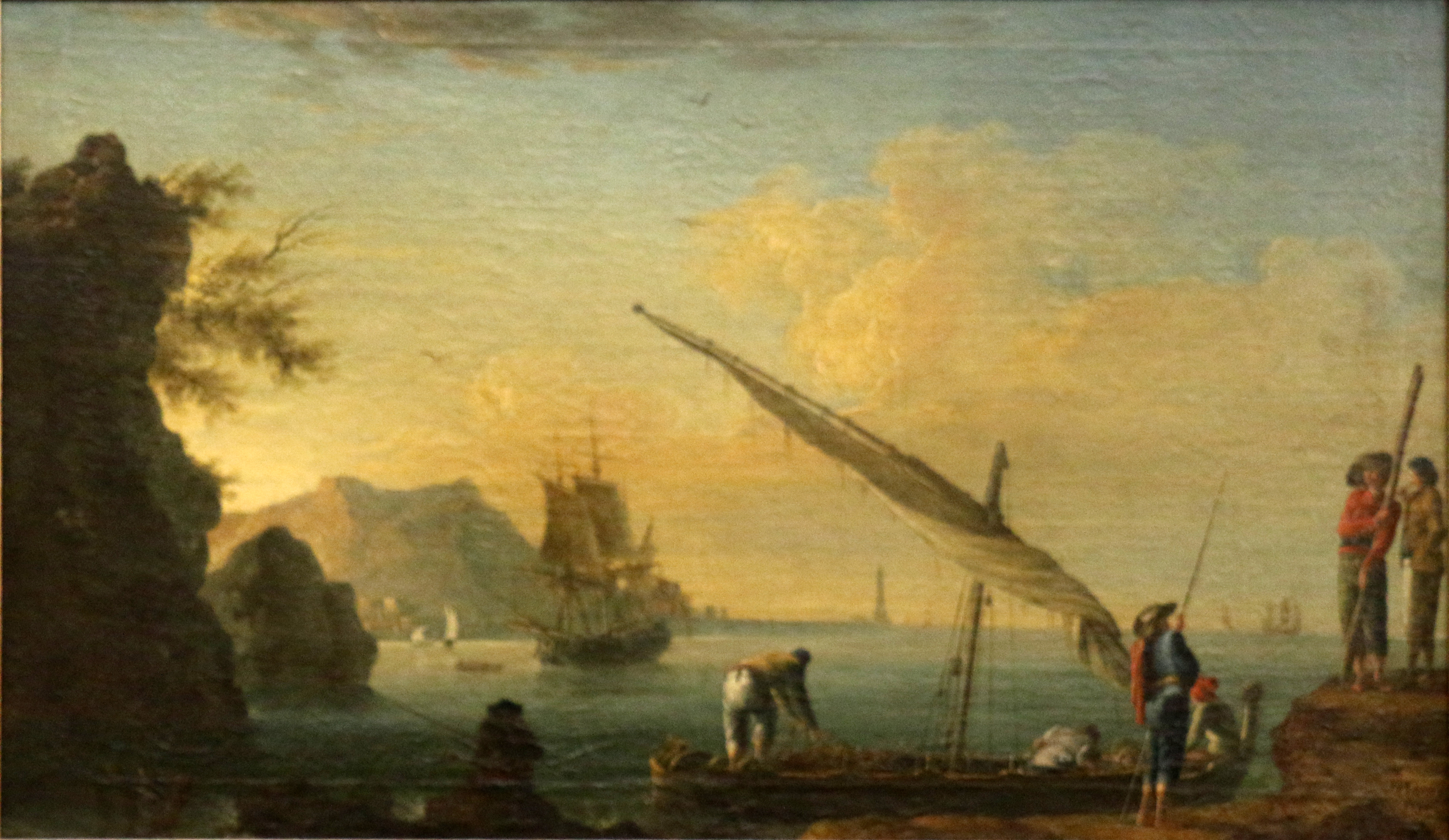
Ingresso nel porto
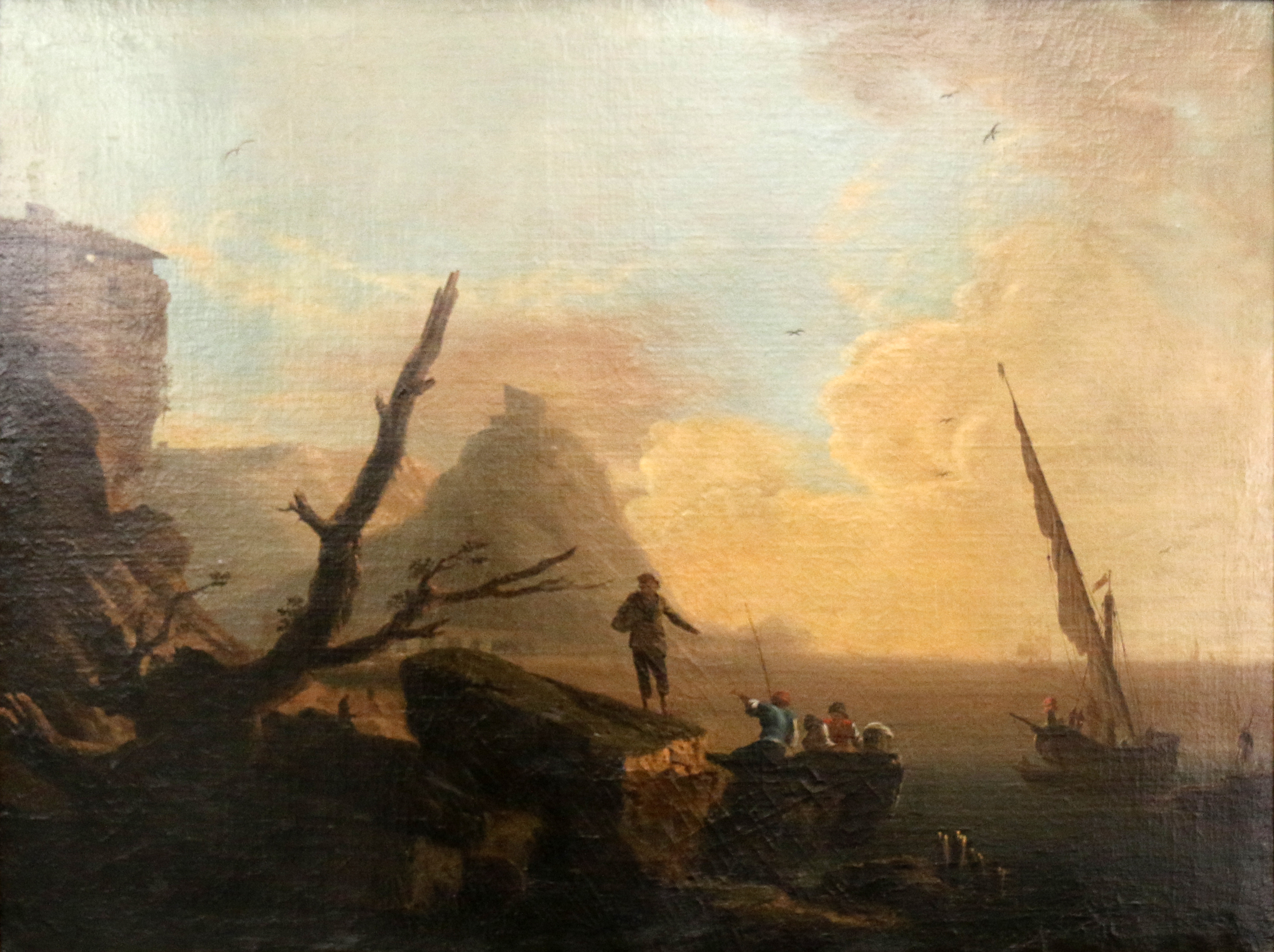
Marina pittoresca